# Kamil Rustam
 (décembre 2023).
Si vous disposez d'ouvrages ou d'articles de référence ou si vous connaissez des sites web de qualité traitant du thème abordé ici, merci de compléter l'article en donnant les références utiles à sa vérifiabilité et en les liant à la section « Notes et références ».
Kamil Rustam (né en 1962) est un guitariste, arrangeur et compositeur français.

## Biographie
Né à Amsterdam le 28 janvier 1962, Kamil Rustam grandit à Paris. À l'âge de sept ans, après s'être inscrit au conservatoire municipal du 14e arrondissement de Paris, il commence des études de guitare classique pendant une dizaine d'années tout en jouant de la musique moderne dans des groupes de quartier.
Au début de sa carrière, il devient rapidement un des guitaristes de studio les plus demandé en France et il travaille pour les plus grands artistes français des années 1980 à 2000. En 1985, il obtient la récompense aux Victoires de la musique du meilleur co-arrangement musical en compagnie de Manu Katché et Gabriel Yared. Il est ensuite nommé, en 1986 et 1987, meilleur musicien de studio aux Victoires de la musique.
Kamil Rustam commence en parallèle une carrière d'arrangeur quand Patrick Bruel lui demande de réaliser son deuxième single Marre de cette nana-là dont les ventes dépassèrent le million d'exemplaires. Il se met alors à écrire les arrangements pour un grand nombre d'artistes français tels que Florent Pagny, Patricia Kaas, Phil Barney, Michel Jonasz, etc. ce qui lui vaut, en 1985, le prix du meilleur arrangement aux Victoires de la musique pour l'album de ce dernier, Unis Vers L'Uni.
En 1996, Il s'installe à Los Angeles, en Californie (États-Unis) où il continue sa carrière musicale avec les artistes américains. En 2021, il intègre l'orchestre de L'émission The Voice : La Plus Belle Voix en France et partage son temps entre les États-Unis et la France.

## Groupe musical
De 1985 à 1988, Kamil Rustam a fait partie du groupe Preface, avec notamment Manu Katché à la batterie et au chant et Jean-Yves D'Angelo aux claviers.

## Carrière solo
Kamil Rustam a publié son premier album solo, Cosmopolitain, le 20 octobre 2017. Les différents musiciens sur cet album sont notamment des musiciens de studio de renoms tels que le claviériste Randy Kerber (en), les contrebassistes Mike Valerio, Laurent Vernerey et Tim Lefebvre (en), les bassistes Hadrien Feraud et Richard Bona, et les batteurs Manu Katche, Vinnie Colaiuta et Peter Erskine. L'album comprend aussi des invités solistes tels que Bob Reynolds (en) au saxophone, Mike Cottone à la trompette, Marc Berthoumieux à l'accordéon et Philippe Saisse au vibraphone.

## Collaboration avec les artistes
Liste exhaustive des artistes avec lesquels Kamil Rustam a travaillé :
- Phil Barney
- Pierre Sangra
- Gabriel Yared
- Velton Ray Bunch
- H. B. Barnum
- El DeBarge
- Ruben Studdard
- Gerry Goffin
- Francis Lai
- Vladimir Cosma
- Jamel Debbouze
- Zazie
- Orchestral Manoeuvres in the Dark
- Patrick Bruel
- Serge Gainsbourg
- Michael Brecker
- Charles Aznavour
- Yael Naim
- Michel Berger
- Jean-Jacques Goldman
- Influence
- Michel Jonasz
- Maurane
- Manu Katché
- Pino Palladino
- Romano Musumarra
- David Foster
- Guy Roche
- Corey Rooney
- Humberto Gatica
- Michael Bland
- Patricia Kaas
- Florent Pagny
- Lââm
- MC Solaar
- David Hallyday
- Shy'm
- Amel Bent
- Christophe Maé
- Vitaa
- Merwan Rim
- Nolwenn Leroy
- Leslie
- Bonnie Tyler
- Francis Cabrel
- Céline Dion
- Jennifer Lopez
- Barbra Streisand
- Peter Gabriel
- Alejandro Sanz
- Shaggy
- Charlotte Church
- Josh Groban
- Tony Braxton
- Enrique Iglesias
- Cher
- Vince Gill
- Youssou N'Dour
- Kelly Clarkson
- Snoop Dogg
- Anastacia
- Chrissie Hynde
- Sinead O'Connor
- Jessica Simpson
- Aaron Neville
- France Gall
- James Ingram
- En Vogue
- Oleta Adams
- Vanessa Paradis
- Chimène Badi
- Marc Cerrone
- Deniece Williams
- Stephanie Mills
- Peabo Bryson
- Jeffrey Osborne
- Goûts de luxe
- Francois Feldman (Live)
- Stevie Wonder & John Mayer

## Musiques et chansons au cinéma / à la télévision
- 1988 : Preuve d'amour
- 1988 : Black Mic-Mac 2
- 1995 : Les Truffes
- 1997 : La Vérité si je mens !
- 1998 : Taxi
- 1999 : Bone Collector
- 2000 : Rugrats In Paris
- 2000 : Suspicion (Under Suspicion)
- 2002 : The Wild Thornberry's Movie
- 2003 : Rugrats Go Wild
- 2006 : Blood Diamond
- 2007 : The  Neighbor
- 2008 : Dark Streets (en)
- 2009 : The Ministers
- 2010 : Lullaby for pi
- 2012 : Clash
- 2020 : Le Lion (film, 2020)
- 2020 : Divorce Club
- 2020 : C'est Magnifique
- 2020 : Call Of Duty Mobile Season 6

## Distinctions
- 1985 : Meilleur arrangeur (Lauréat) Les Victoires de la Musique
- 1986 : Meilleur musicien de studio (nomination) Les Victoires de la Musique
- 1987 : Meilleur musicien de studio (nomination) Les Victoires de la Musique